# Bactrocera perfusca
Bactrocera perfusca är en tvåvingeart som först beskrevs av Aubertin 1929.  Bactrocera perfusca ingår i släktet Bactrocera och familjen borrflugor. Inga underarter finns listade.